# Lepilemur hubbardorum
Lepilemur hubbardorum, lémur saltador de Hubbard, es una especie de mamífero primate de la familia Lepilemuridae. Como todos los lémures es endémico de la isla de Madagascar y se distribuye al suroeste de la isla, en el Parque nacional de Zombitse-Vohibasia, entre los ríos Onilahy y Fiherena.
Pesa 990 gramos y mide de 23 a 24 cm el cuerpo y otros 24 la cola. Es de color marrón rojizo oscuro por los hombros y espalda y se va tornando a blanco rojizo y gris en la base de la cola y caderas. Por el vientre es totalmente blanco y la cola es rubia o rubia rojiza. La cara es marrón rojiza con un collar más claro alrededor del cuello.
Se encuentra en bosques secos. Tiene hábitos arbóreos y nocturnos, y se alimenta de hojas.
Su estatus en la Lista Roja de la UICN es de  «En peligro», debido a su reducida área de distribución —menos de 2600 km²— muy fragmentada y en continuo declive.